# Fra Polarlandet
Fra Polarlandet er en dansk dokumentarisk stumfilm fra 1920 med ukendt instruktør.

## Handling
Denne artikel mangler et handlingsreferat. Hjælp os med at skrive det.